# Fußball-Weltmeisterschaft 1986/Gruppe A
| Pl. | Land        | Sp. | S | U | N | Tore    | Diff. | Punkte |
| --- | ----------- | --- | - | - | - | ------- | ----- | ------ |
| 1.  | Argentinien | 3   | 2 | 1 | 0 | 006:200 | +4    | 05:10  |
| 2.  | Italien     | 3   | 1 | 2 | 0 | 005:400 | +1    | 04:20  |
| 3.  | Bulgarien   | 3   | 0 | 2 | 1 | 002:400 | −2    | 02:40  |
| 4.  | Südkorea    | 3   | 0 | 1 | 2 | 004:700 | −3    | 01:50  |

Gruppe A der Fußball-Weltmeisterschaft 1986:

## Bulgarien – Italien 1:1 (0:1)
| Bulgarien                                                           | Bulgarien | Italien | Italien |
| ------------------------------------------------------------------- | --- | --- | ------- |
| Bulgarien                                                           | \| 1. Spieltag \| \| Samstag, 31. Mai 1986 um 12:00 Uhr in Mexiko-Stadt (Aztekenstadion) \| \| Zuschauer: 96.000 \| \| Schiedsrichter: Erik Fredriksson ( Schweden) \| \| Spielbericht \|                                                                                        | \| 1. Spieltag \| \| Samstag, 31. Mai 1986 um 12:00 Uhr in Mexiko-Stadt (Aztekenstadion) \| \| Zuschauer: 96.000 \| \| Schiedsrichter: Erik Fredriksson ( Schweden) \| \| Spielbericht \|                                                                | Italien |
| Bulgarien                                                           | Borislaw Michajlow – Nikolai Arabow – Radoslaw Zdrawkow, Georgi Dimitrow , Aleksandar Markow – Ajan Sadakow, Nasko Sirakow, Plamen Getow, Schiwko Gospodinow (74. Andrej Scheljaskow) – Boschidar Iskrenow (65. Kostadin Kostadinow), Stojtscho Mladenow Cheftrainer: Iwan Wuzow | Giovanni Galli – Gaetano Scirea – Giuseppe Bergomi, Pietro Vierchowod, Antonio Cabrini – Bruno Conti (65. Gianluca Vialli), Salvatore Bagni, Antonio Di Gennaro, Fernando De Napoli – Giuseppe Galderisi, Alessandro Altobelli Cheftrainer: Enzo Bearzot | Italien |
| Bulgarien                                                           | 1:1 Sirakow (85.) | 0:1 Altobelli (43.) | Italien |
| Bulgarien                                                           | Markow (51.) | Bergomi (48.), Cabrini (64.) | Italien |
| 1. Spieltag                                                         | | |         |
| Samstag, 31. Mai 1986 um 12:00 Uhr in Mexiko-Stadt (Aztekenstadion) | | |         |
| Zuschauer: 96.000                                                   | | |         |
| Schiedsrichter: Erik Fredriksson ( Schweden)                        | | |         |
| Spielbericht                                                        | | |         |

## Argentinien – Südkorea 3:1 (2:0)
| Argentinien                                                        | Argentinien | Südkorea | Südkorea |
| ------------------------------------------------------------------ | --- | --- | -------- |
| Argentinien                                                        | \| 1. Spieltag \| \| Montag, 2. Juni 1986 um 12:00 Uhr in Mexiko-Stadt (Olympiastadion) \| \| Zuschauer: 60.000 \| \| Schiedsrichter: Victoriano Sánchez Arminio ( Spanien) \| \| Spielbericht \|                                                        | \| 1. Spieltag \| \| Montag, 2. Juni 1986 um 12:00 Uhr in Mexiko-Stadt (Olympiastadion) \| \| Zuschauer: 60.000 \| \| Schiedsrichter: Victoriano Sánchez Arminio ( Spanien) \| \| Spielbericht \|                                     | Südkorea |
| Argentinien                                                        | Nery Pumpido – José Luis Brown – Néstor Clausen, Oscar Ruggeri, Oscar Garré – Ricardo Giusti, Sergio Batista (75. Julio Olarticoechea), Diego Maradona , Jorge Burruchaga – Pedro Pasculli (74. Carlos Tapia), Jorge Valdano Cheftrainer: Carlos Bilardo | Oh Yun-kyo – Park Kyung-hoon, Chung Yong-hwan, Kim Pyung-seok (23. Cho Kwang-rae), Cho Min-kook – Kim Yong-se (46. Byun Byung-joo), Huh Jung-moo, Park Chang-sun , Kim Joo-sung – Choi Soon-ho, Cha Bum-kun Cheftrainer: Kim Jung-nam | Südkorea |
| Argentinien                                                        | 1:0 Valdano (6.) 2:0 Ruggeri (18.) 3:0 Valdano (46.) | 3:1 Park Chang-sun (73.) | Südkorea |
| Argentinien                                                        | Huh Jung-moo (44.), Park Chang-sun (50.) | | Südkorea |
| 1. Spieltag                                                        | | |          |
| Montag, 2. Juni 1986 um 12:00 Uhr in Mexiko-Stadt (Olympiastadion) | | |          |
| Zuschauer: 60.000                                                  | | |          |
| Schiedsrichter: Victoriano Sánchez Arminio ( Spanien)              | | |          |
| Spielbericht                                                       | | |          |

## Italien – Argentinien 1:1 (1:1)
| Italien                                                              | Italien | Argentinien | Argentinien |
| -------------------------------------------------------------------- | --- | --- | ----------- |
| Italien                                                              | \| 2. Spieltag \| \| Donnerstag, 5. Juni 1986 um 12:00 Uhr in Puebla (Estadio Cuauhtémoc) \| \| Zuschauer: 32.000 \| \| Schiedsrichter: Jan Keizer ( Niederlande) \| \| Spielbericht \|                                                                                        | \| 2. Spieltag \| \| Donnerstag, 5. Juni 1986 um 12:00 Uhr in Puebla (Estadio Cuauhtémoc) \| \| Zuschauer: 32.000 \| \| Schiedsrichter: Jan Keizer ( Niederlande) \| \| Spielbericht \|                                                                        | Argentinien |
| Italien                                                              | Giovanni Galli – Gaetano Scirea – Giuseppe Bergomi, Pietro Vierchowod, Antonio Cabrini – Bruno Conti (65. Gianluca Vialli), Salvatore Bagni, Antonio Di Gennaro, Fernando De Napoli (87. Giuseppe Baresi) – Giuseppe Galderisi, Alessandro Altobelli Cheftrainer: Enzo Bearzot | Nery Pumpido – José Luis Brown – José Luis Cuciuffo, Oscar Ruggeri, Oscar Garré – Ricardo Giusti, Sergio Batista (59. Julio Olarticoechea), Diego Maradona , Jorge Burruchaga – Jorge Valdano, Claudio Borghi (74. Héctor Enrique) Cheftrainer: Carlos Bilardo | Argentinien |
| Italien                                                              | 1:0 Altobelli (6., Handelfmeter) | 1:1 Maradona (34.) | Argentinien |
| Italien                                                              | Bergomi (54.) | Giusti (58.), Garré (65.) | Argentinien |
| 2. Spieltag                                                          | | |             |
| Donnerstag, 5. Juni 1986 um 12:00 Uhr in Puebla (Estadio Cuauhtémoc) | | |             |
| Zuschauer: 32.000                                                    | | |             |
| Schiedsrichter: Jan Keizer ( Niederlande)                            | | |             |
| Spielbericht                                                         | | |             |

## Bulgarien – Südkorea 1:1 (1:0)
| Bulgarien                                                              | Bulgarien | Südkorea | Südkorea |
| ---------------------------------------------------------------------- | --- | --- | -------- |
| Bulgarien                                                              | \| 2. Spieltag \| \| Donnerstag, 5. Juni 1986 um 12:00 Uhr in Mexiko-Stadt (Olympiastadion) \| \| Zuschauer: 45.000 \| \| Schiedsrichter: Fallaj al-Shanar ( Saudi-Arabien) \| \| Spielbericht \|                                                                           | \| 2. Spieltag \| \| Donnerstag, 5. Juni 1986 um 12:00 Uhr in Mexiko-Stadt (Olympiastadion) \| \| Zuschauer: 45.000 \| \| Schiedsrichter: Fallaj al-Shanar ( Saudi-Arabien) \| \| Spielbericht \|                                      | Südkorea |
| Bulgarien                                                              | Borislaw Michajlow – Nikolai Arabow – Radoslaw Zdrawkow, Georgi Dimitrow , Petar Petrow – Ajan Sadakow, Nasko Sirakow, Plamen Getow (58. Andrej Scheljaskow), Schiwko Gospodinow – Boschidar Iskrenow (46. Kostadin Kostadinow), Stojtscho Mladenow Cheftrainer: Iwan Wuzow | Oh Yun-kyo – Park Kyung-hoon, Cho Kwang-rae (72. Cho Min-kook), Chung Yong-hwan, Cho Young-jeung – Park Chang-sun , Noh Soo-jin (46. Kim Jong-boo), Byun Byung-joo, Huh Jung-moo – Kim Joo-sung, Cha Bum-kun Cheftrainer: Kim Jung-nam | Südkorea |
| Bulgarien                                                              | 1:0 Getow (11.) | 1:1 Kim Jong-boo (70.) | Südkorea |
| Bulgarien                                                              | Gospodinow (49.) | Kim Joo-sung (31.), Cho Young-jeung (60.) | Südkorea |
| 2. Spieltag                                                            | | |          |
| Donnerstag, 5. Juni 1986 um 12:00 Uhr in Mexiko-Stadt (Olympiastadion) | | |          |
| Zuschauer: 45.000                                                      | | |          |
| Schiedsrichter: Fallaj al-Shanar ( Saudi-Arabien)                      | | |          |
| Spielbericht                                                           | | |          |

## Italien – Südkorea 3:2 (1:0)
| Italien                                                             | Italien | Südkorea | Südkorea |
| ------------------------------------------------------------------- | --- | --- | -------- |
| Italien                                                             | \| 3. Spieltag \| \| Dienstag, 10. Juni 1986 um 12:00 Uhr in Puebla (Estadio Cuauhtémoc) \| \| Zuschauer: 20.000 \| \| Schiedsrichter: David Socha ( Vereinigte Staaten) \| \| Spielbericht \|                                                                                 | \| 3. Spieltag \| \| Dienstag, 10. Juni 1986 um 12:00 Uhr in Puebla (Estadio Cuauhtémoc) \| \| Zuschauer: 20.000 \| \| Schiedsrichter: David Socha ( Vereinigte Staaten) \| \| Spielbericht \|                                            | Südkorea |
| Italien                                                             | Giovanni Galli – Gaetano Scirea – Fulvio Collovati, Pietro Vierchowod, Antonio Cabrini – Bruno Conti, Salvatore Bagni (67. Giuseppe Baresi), Antonio Di Gennaro, Fernando De Napoli – Giuseppe Galderisi (88. Gianluca Vialli), Alessandro Altobelli Cheftrainer: Enzo Bearzot | Oh Yun-kyo – Park Kyung-hoon, Cho Kwang-rae, Chung Yong-hwan, Huh Jung-moo – Park Chang-sun , Kim Joo-sung (46. Chung Jong-soo), Byun Byung-joo (70. Kim Jong-boo), Cho Young-jeung – Choi Soon-ho, Cha Bum-kun Cheftrainer: Kim Jung-nam | Südkorea |
| Italien                                                             | 1:0 Altobelli (17.) 2:1 Altobelli (73.) 3:1 Choi Kwang-rae (82., Eigentor) | 1:1 Choi Soon-ho (62.) 3:2 Huh Jung-moo (83.) | Südkorea |
| Italien                                                             | Bagni (31.), Scirea (65.), Vierchowod (70.) | Kim Joo-sung (17.), Park Kyung-hoon (35.), Cho Young-jeung (71.) | Südkorea |
| Italien                                                             | Altobelli verschießt Foulelfmeter (26.) | | Südkorea |
| 3. Spieltag                                                         | | |          |
| Dienstag, 10. Juni 1986 um 12:00 Uhr in Puebla (Estadio Cuauhtémoc) | | |          |
| Zuschauer: 20.000                                                   | | |          |
| Schiedsrichter: David Socha ( Vereinigte Staaten)                   | | |          |
| Spielbericht                                                        | | |          |

## Argentinien – Bulgarien 2:0 (1:0)
| Argentinien                                                           | Argentinien | Bulgarien | Bulgarien |
| --------------------------------------------------------------------- | --- | --- | --------- |
| Argentinien                                                           | \| 3. Spieltag \| \| Dienstag, 10. Juni 1986 um 12:00 Uhr in Mexiko-Stadt (Olympiastadion) \| \| Zuschauer: 65.000 \| \| Schiedsrichter: Berny Ulloa Morera ( Costa Rica) \| \| Spielbericht \|                                                                | \| 3. Spieltag \| \| Dienstag, 10. Juni 1986 um 12:00 Uhr in Mexiko-Stadt (Olympiastadion) \| \| Zuschauer: 65.000 \| \| Schiedsrichter: Berny Ulloa Morera ( Costa Rica) \| \| Spielbericht \|                                                                         | Bulgarien |
| Argentinien                                                           | Nery Pumpido – José Luis Brown – José Luis Cuciuffo, Oscar Ruggeri, Oscar Garré – Ricardo Giusti, Sergio Batista (46. Héctor Enrique), Diego Maradona , Jorge Burruchaga – Claudio Borghi (46. Julio Olarticoechea), Jorge Valdano Cheftrainer: Carlos Bilardo | Borislaw Michajlow – Andrej Scheljaskow – Petar Petrow, Georgi Dimitrow , Aleksandar Markow – Ajan Sadakow, Nasko Sirakow (71. Radoslaw Zdrawkow), Plamen Getow, Plamen Markow – Stojtscho Mladenow (52. Boitscho Welitschkow), Georgi Jordanow Cheftrainer: Iwan Wuzow | Bulgarien |
| Argentinien                                                           | 1:0 Valdano (3.) 2:0 Burruchaga (76.) | | Bulgarien |
| Argentinien                                                           | Cuciuffo (25.) | | Bulgarien |
| 3. Spieltag                                                           | | |           |
| Dienstag, 10. Juni 1986 um 12:00 Uhr in Mexiko-Stadt (Olympiastadion) | | |           |
| Zuschauer: 65.000                                                     | | |           |
| Schiedsrichter: Berny Ulloa Morera ( Costa Rica)                      | | |           |
| Spielbericht                                                          | | |           |